# Carl Petri
Carl Ivar Petri, född 4 november 1891 i Vetlanda, Jönköpings län, död 10 augusti 1977 i Växjö, Kronobergs län, , var en svensk militär och affärsman.
Carl Petri var son till grosshandlaren och bankdirektören Adolf Vilhelm Petri. Efter mogenhetsexamen i Växjö 1909 ägnade han sig först åt den militära banan, blev officer vid Kronobergs regemente 1911, tjänstgjorde i franska armén 1920 och blev kapten vid Generalstaben 1922. Han lämnade den aktiva tjänsten 1926 och blev major i reserven 1940. 1926–1928 var han direktörsassistent i tryckerifirman AB J.O. Öberg & son i Eskilstuna, och från 1928 var han VD för familjeföretaget i Växjö AB Hjalmar Petri, som drev grosshandel i textil och spannmål med mera. 1933–1941 var han direktör för Växjö–Alvesta järnvägsaktiebolag. Petri var från 1930 ordförande i Kronobergs läns köpmannaförbund och var ordförande i flera andra köpmannasammanslutningar, vice ordförande i Smålands och Blekinge handelskammare, ordförande i stadsfullmäktige och kristidsstyrelsen samt ledamot av landstinget från 1943. Petri var dansk vicekonsul i Växjö från 1932.
Petri gifte sig 1917 med friherrinnan Maud Wrede (1895—1954) född i friherrliga ätten Wrede af Elimä. De fick sönerna Carl Wilhelm Petri och Carl Axel Petri.